# Connie Han
Connie Han (* 4. Februar 1996 in Los Angeles) ist eine US-amerikanische Jazzmusikerin (Piano).

## Leben und Wirken
Connie Han wurde als Kind chinesischer Eltern geboren, die beide professionelle Musiker sind. Sie erhielt schon früh Klavierunterricht und begann mit 14 Jahren sich für Jazz zu interessieren, als sie die Los Angeles County High School for the Arts besuchte. Ihr dortiger Mentor war der Schlagzeuger Bill Wysaske, der später auch ihre ersten Alben produzierte und ihr Trio betreute. Sie entschied sich gegen ein Musikstudium. Mit 17 Jahren bekam sie ein Engagement, drei Wochen an der UCLA aufzutreten. 2015 legte sie ihr Debütalbum The Richard Rodgers Songbook vor, das im Eigenverlag erschien. Es folgte ein Plattenvertrag bei Mack Avenue Records und die Produktion Crime Zone mit Kompositionen von Han/Wysaske, ein musikalischer Tribut an ihre Vorbilder McCoy Tyner, Chick Corea, Herbie Hancock und Kenny Kirkland. Das Album nahm sie mit Wysaske und Edwin Livingston (Bass) sowie den Gastmusikern Walter Smith III (Saxophon) und Brian Swartz (Trompete) auf. Das Titelstück ist von Filmen wie Blade Runner und dem Anime-Film Akira inspiriert. Weitere Alben folgten bei Mack Avenue. Außerdem spielte sie mit Walter Smith III, Bob Sheppard und Mike Clark; 2017 trat sie auf dem Rhodes Fest mit Stanley Clarke und Bob James auf.
Der Musikkritiker Bill Milkowski zählte Connie Han zu den zwölf Jazzmusikern, die „man 2019 im Auge behalten“ sollte.

## Diskographische Hinweise
- Connie Han Interprets the Richard Rodgers Songbook (2015) mit Chris Colangelo (Kontrabass), Bill Wysaske (Schlagzeug)[5]
- Crime Zone (2018)
- Iron Starlet (2020), mit Ivan Taylor, Bill Wysaske, Walter Smith III, Jeremy Pelt
- Secrets of Inanna (2022)[6]